# Allain Leprest
Allain Leprest (Lestre, 3 giugno 1954 – Antraigues-sur-Volane, 15 agosto 2011) è stato un cantautore francese.
Dal 1986 al 2009 ha pubblicato 15 album, tra cui Voce a mano, realizzato nel 1992 con Richard Galliano.
Malato di cancro ai polmoni, si è suicidato nel 2011 all'età di 57 anni.